# Arcade (Itàlia)
Arcade és una comuna italiana amb 4.550 habitants a la província de Treviso al Veneto. El topònim faria referència a les arcades construïdes a l'antiguitat per tal de defensar el territori de les inundacions del Piave.

## Història
Habitada almenys des de l'època romana, com testifiquen les troballes, a l'edat mitjana Arcade fou feu dels Collalto. Després d'un període d'aspres lluites, a finals del segle XIV s'integrà a la República de Venècia. Va ser aquest un moment de prosperitat econòmica, coincident amb l'erecció de nombroses viles.
En els tumultuosos períodes associats a les administracions franceses i austríaques, va sofrir nombrosos danys per raó de l'allotjament de les tropes. Cap a la fi del segle xix la pobre economia rural obligà a molts habitants d'Arcade a emigrar a Amèrica, i després a França, Suïssa i Austràlia.
Molt a prop del front del Piave, la Gran Guerra va ser desastrosa pel país, amb una gran nombre de víctimes, pròfugs i destruccions. L'octubre 1916 s'hi instal·là un camp d'aviació. Notables van ser també els danys causats de la Segona Guerra Mundial.
Al 1960 se'n disgregaren les frazioni de Giavera del Montello, Cusignana i Santi Angeli per a constituir-se com a nova comuna de Giavera del Montello (cens del 1951: pop. res. 3.684). Giavera ja havia sigut una comuna autònoma durant el període napoleònic.

## Demografia
Unable to compile EasyTimeline input:

Timeline generation failed: More than 10 errors found

Line 60:  bar:1871 at: 1127 fontsize:S text: 1 127 shift:(-10,5)

- Invalid attribute '127' ignored.

```
 Specify attributes as 'name:value' pairs.

```

Line 61:  bar:1881 at: 1277 fontsize:S text: 1 277 shift:(-10,5)

- Invalid attribute '277' ignored.

```
 Specify attributes as 'name:value' pairs.

```

Line 62:  bar:1901 at: 1348 fontsize:S text: 1 348 shift:(-10,5)

- Invalid attribute '348' ignored.

```
 Specify attributes as 'name:value' pairs.

```

Line 63:  bar:1911 at: 1830 fontsize:S text: 1 830 shift:(-10,5)

- Invalid attribute '830' ignored.

```
 Specify attributes as 'name:value' pairs.

```

Line 64:  bar:1921 at: 1959 fontsize:S text: 1 959 shift:(-10,5)

- Invalid attribute '959' ignored.

```
 Specify attributes as 'name:value' pairs.

```

Line 65:  bar:1931 at: 2078 fontsize:S text: 2 078 shift:(-10,5)

- Invalid attribute '078' ignored.

```
 Specify attributes as 'name:value' pairs.

```

Line 66:  bar:1936 at: 2012 fontsize:S text: 2 012 shift:(-10,5)

- Invalid attribute '012' ignored.

```
 Specify attributes as 'name:value' pairs.

```

Line 67:  bar:1951 at: 2054 fontsize:S text: 2 054 shift:(-10,5)

- Invalid attribute '054' ignored.

```
 Specify attributes as 'name:value' pairs.

```

Line 68:  bar:1961 at: 2144 fontsize:S text: 2 144 shift:(-10,5)

- Invalid attribute '144' ignored.

```
 Specify attributes as 'name:value' pairs.

```

Line 69:  bar:1971 at: 2440 fontsize:S text: 2 440 shift:(-10,5)

- Invalid attribute '440' ignored.

```
 Specify attributes as 'name:value' pairs.

```

Line 70:  bar:1981 at: 2806 fontsize:S text: 2 806 shift:(-10,5)

- Invalid attribute '806' ignored.

```
 Specify attributes as 'name:value' pairs.

```

A 31 de desembre 2017 a la comuna hi havia empadronats 454 estrangers residents, el 10,0% de la població, amb les següents nacionalitats majoritàries:
1. Romania (133)
2. Marroc (70)
3. Kosovo (57)
4. Xina (30)
5. Macedònia (27)
6. Albània (25)

## Govern
| Període               | Període               | Primo cittadino    | Partit                  | Càrrec                    | Nota   |
| --------------------- | --------------------- | ------------------ | ----------------------- | ------------------------- | ------ |
| 13 juliol del 1985    | 13 de juny 1990       | Vittorio Rossetto  | DC                      | Sindaco                   | [ 6 ]  |
| 13 de juny 1990       | 1º de febrer del 1993 | Mario Pavan        | DC                      | Sindaco                   | [ 7 ]  |
| 1º de febrer del 1993 | 7 de juny 1993        | Vittorio Labrocca  | -                       | Commissario prefettizio   |        |
| 7 de juny 1993        | 14 juliol del 1995    | Paolo Boscarato    | PDS                     | Sindaco                   | [ 8 ]  |
| 14 juliol del 1995    | 20 de novembre 1995   | Pietro Signoriello | -                       | Commissario straordinario |        |
| 20 novembre 1995      | 17 d'abril 2000       | Paolo Boscarato    | Llista cívica           | Sindaco                   | [ 9 ]  |
| 17 d'abril 2000       | 5 d'abril 2005        | Pier Giorgio Turri | Lega Nord               | Sindaco                   | [ 10 ] |
| 5 d'abril 2005        | 30 de maç del 2010    | Emanuela Pol       | Llista cívica           | Sindaco                   | [ 11 ] |
| 30 de maç del 2010    | 1 de juny 2015        | Domenico Presti    | Lega Nord-liste civiche | Sindaco                   | [ 12 ] |
| 1º de juny 2015       | Al càrrec             | Domenico Presti    | Lega Nord-liste civiche | Sindaco                   | [ 13 ] |